# Страндабиггд
Страндабиггд (исл. Strandabyggð, исландское произношение: [ˈstrantaˌpɪɣθ]) — община на западе Исландии в регионе Вестфирдир. В 2021 году в общине на 1834 км² проживало 435 человек.

## История
Община Страндабиггд была образована 11 июня 2006 года в рамках программы укрупнения муниципальных образований в Исландии в результате объединения двух сельских общин — Хоульмавикюрхреппюр и Бродданесхреппюр. С тех пор границы Страндабиггд не менялись, хотя община рассматривает возможность объединиться с какой-либо из соседних общин.

## География
На северо-востоке земли общины граничат с землями общин Аурнесхреппюр и Кальдрананесхреппюр, на севере с Исафьярдарбайр, а на северо-западе с Судавикюрхреппюр. На юго-западе к землям Страндабиггд примыкает территория общины Вестюрбиггд, с юга — Далабиггд (регион Вестюрланд), а с юго-востока — Хунатинг-Вестра (регион Нордюрланд-Вестра).
В Страндабиггд есть несколько отдельных фермерских усадеб, дачных поселений и только один населённый пункт — город Хоульмавик, который является административным центром общины.
Община является сельской и основное занятие жителей Страндабиггд — овцеводство, рыболовство и, последние годы, туристический сервис.

## Транспорт
По территории общины проходят три дороги регионального значения — 100-километровый участок Дьюпвегюр 61, Иннстрандавегюр 68 и Хоульмавикюрвегюр 67. Есть несколько дорог местного значения:  Тоурскавьярдавегюр 608, Снайфьядластрандарвегюр 635, Киркьюбоульвегюр 636, Кроссаурдальсвегюр 641, Страндавегюр 643 и Стейнадальсвегюр 690. 
Также есть одна из четырех главных высокогорных дорог Исландии  — Кодлафьярдархейдарлейд F66, открытая для движения в летний период и только для транспортных средств повышенной проходимости.
Имеется небольшой аэропорт поблизости от города Хоульмавик, откуда осуществляются вылеты любительской авиации, чартерные рейсы в Исафьордюр, Акюрейри и Рейкьявик, а также медицинские или экстренные рейсы.
Единственный порт в общине находится в Хоульмавике и предоставляет все основные портовые услуги для рыболовных судов, небольших яхт и лодок.

## Население
Источник: Mannfjöldi eftir kyni, aldri og sveitarfélögum 1998-2021 (исл.). hagstofa.is. Reykjavík: Hagstofa Íslands [Статистическая служба Исландии]. Дата обращения: 16 октября 2021.

## Галерея

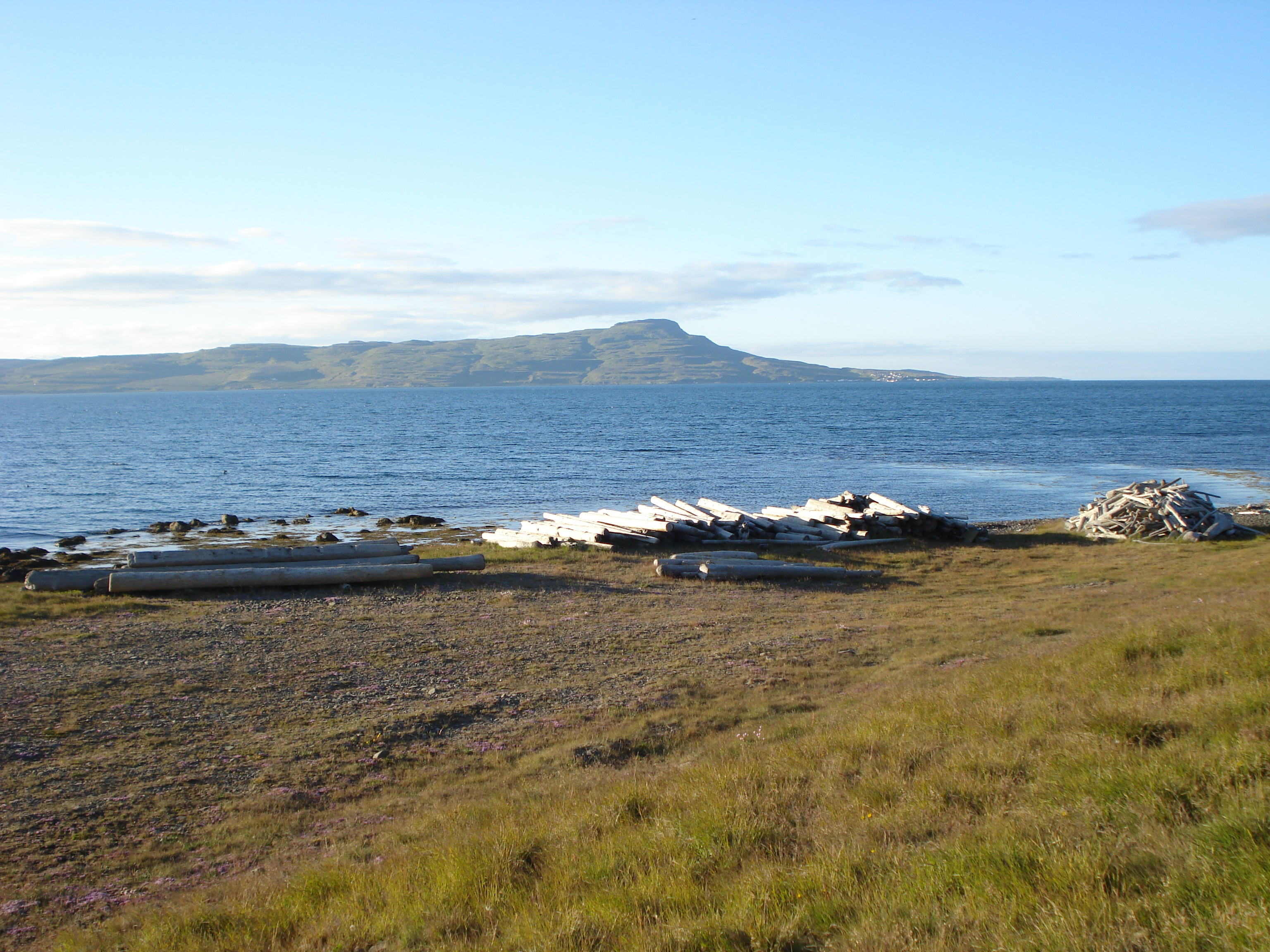
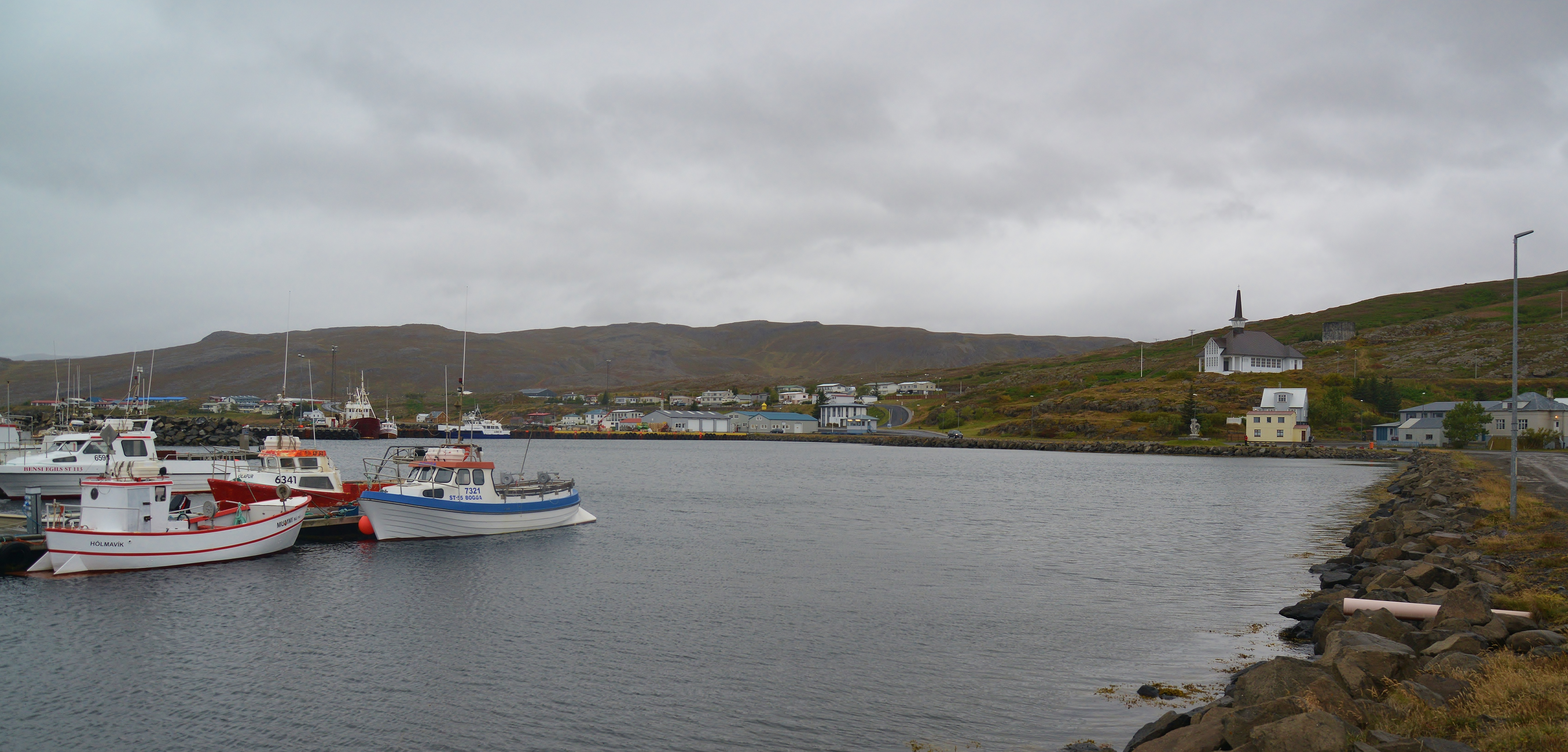
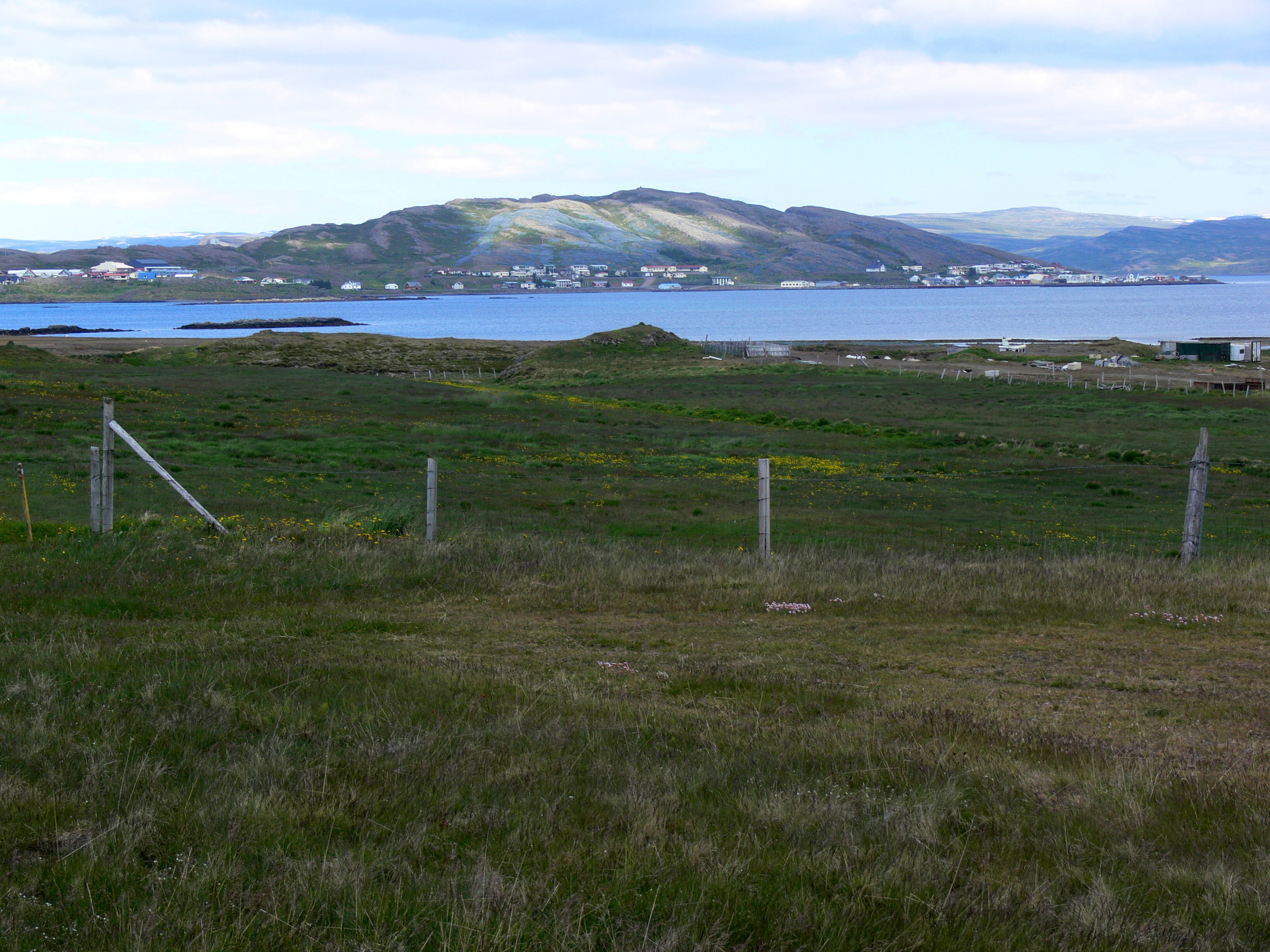
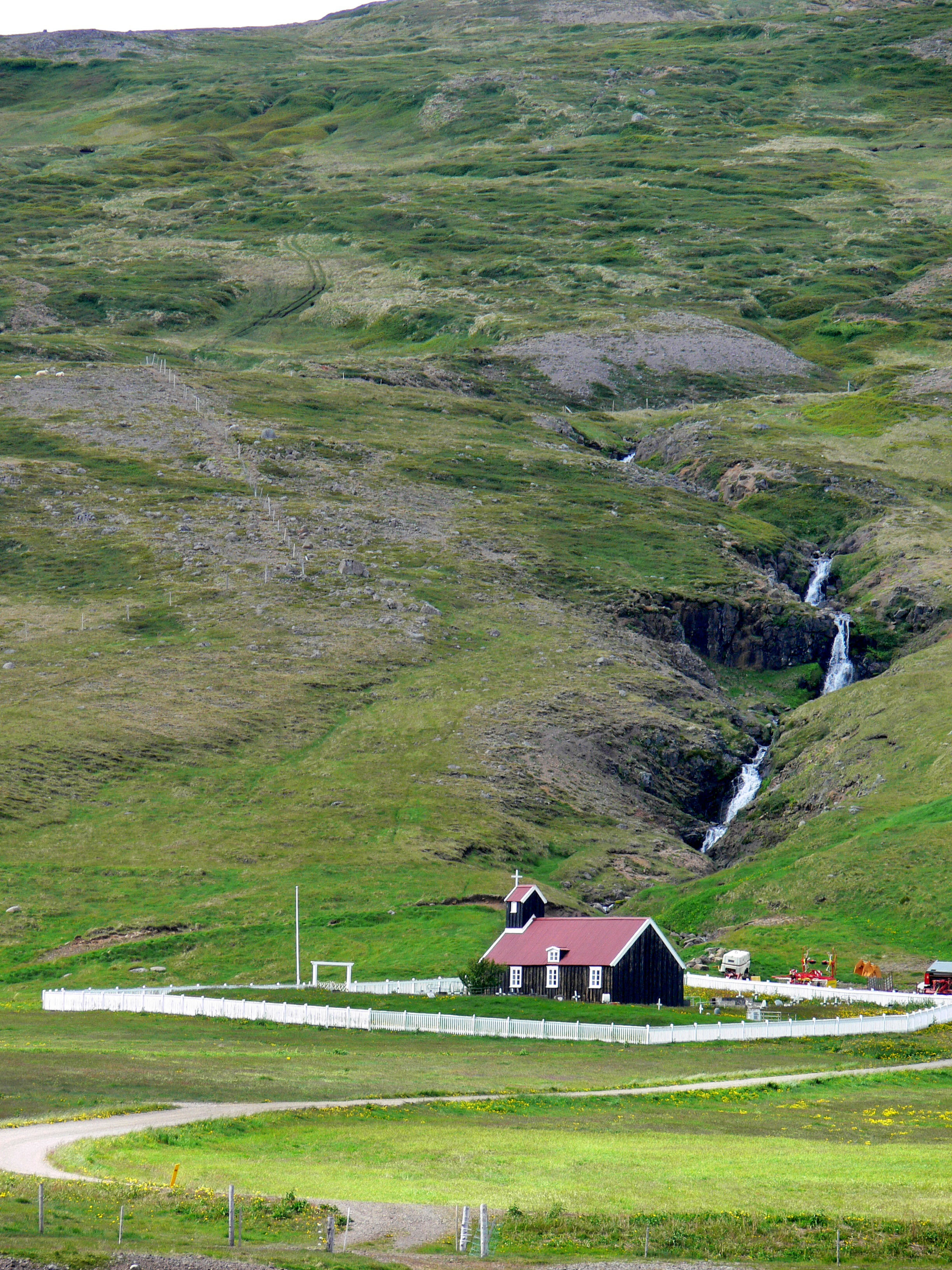
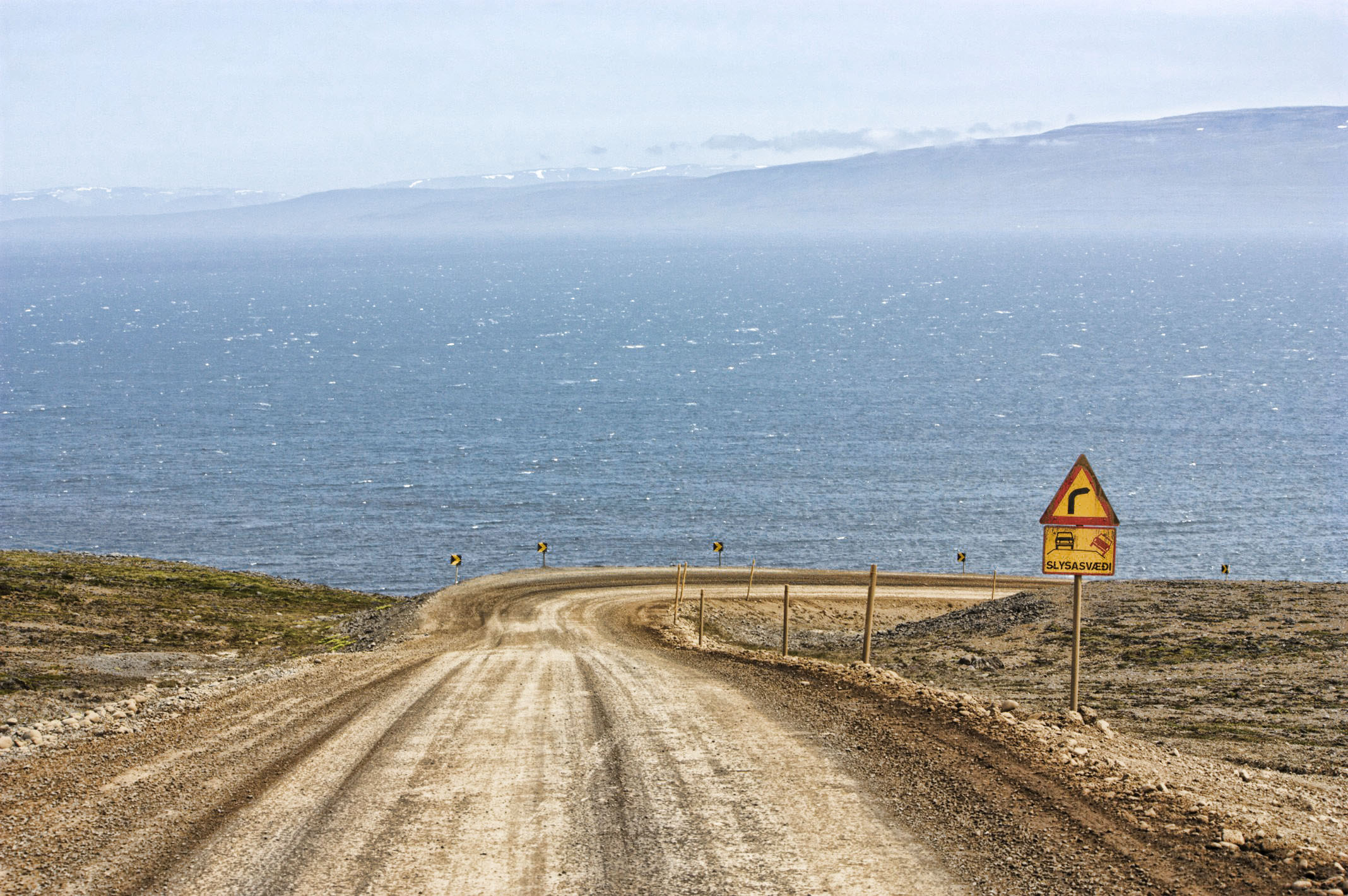